# Karta wędkarska
Karta wędkarska – dokument zezwalający na uprawianie wędkarstwa, w Polsce wydawany przez starostę po zdaniu stosownego egzaminu.

## Wymagania egzaminacyjne
Aby uzyskać kartę wędkarską, należy: 
- Przyswoić przepisy ustawy, rozporządzenia do ustawy o rybactwie śródlądowym ze szczególnym uwzględnieniem przepisów związanych z ochroną (wymiary i okresy ochronne) i zasadami wędkarskiego połowu ryb.
- Zdać egzamin ze znajomości ochrony i połowu ryb. Przepisy jednoznacznie określają miejsca zdawania egzaminu. Wobec tego, organy wydające kartę wędkarską, właściwe według miejsca zamieszkania, honorują egzaminy zdane w danych miejscowościach. Osoba ta w czasie składania egzaminu winna:

1. okazać dowód osobisty lub legitymację szkolną,
2. wnieść składkę egzaminacyjną w wysokości 25 zł, przy czym osoby w wieku od 14 do 16 lat są zwolnione ze składki. Pozytywny wynik egzaminu zostanie potwierdzony pisemnym Zaświadczeniem Egzaminacyjnym.

- Udać się do starostwa powiatowego – właściwego względem stałego miejsca zamieszkania – i wystąpić o wydanie karty wędkarskiej – tzn.:

1. pobrać, wypełnić i złożyć wniosek o kartę wędkarską (te czynności realizuje się w starostwie)
2. złożyć zaświadczenie egzaminacyjne,
3. dostarczyć fotografię,
4. uiścić opłatę urzędową w wysokości 10 zł,
5. wykupić znaczki skarbowe na sumę 5 zł i 50 groszy.

## Podstawy prawne
Podstawą prawną funkcjonowania dokumentu o nazwie „karta wędkarska” jest ustawa o rybactwie śródlądowym. Karta wędkarska jest uznanym przez prawo świadectwem posiadania wiedzy z zakresu ochrony i połowu ryb a wobec tego stanowi podstawę do ubiegania się o wydanie licencji na połów ryb w wodach należących do Skarbu Państwa. Taką licencją w przypadku wód użytkowanych przez Okręg jest legitymacja członkowska z aktualnymi w danym roku składkami (członkowską i okręgową). Niemal wszystkie wody użytkowane przez Okręg Mazowiecki Polskiego Związku Wędkarskiego są wodami należącymi do Skarbu Państwa. Okręg użytkuje je na podstawie pozwolenia wodno-prawnego. Wędkarze mazowieckiego Związku są praktycznie zobligowani do posiadania karty wędkarskiej, a organizacja ma za zadanie pomóc nowo wstępującym w jej zdobyciu. 
W przepisach ww. ustawy najistotniejszy jest art. 7, który stanowi co następuje: 

Art. 7. 1.  Za amatorski połów ryb uważa się pozyskiwanie ryb wędką lub kuszą, przy czym dopuszcza się, w miejscu i w czasie prowadzenia połowu ryb wędką, pozyskiwanie ryb na przynętę przy użyciu podrywki wędkarskiej.
1a.  Ryby przeznaczone na przynętę mogą być wprowadzone wyłącznie do wód, z których zostały pozyskane.
2. Amatorski połów ryb może uprawiać osoba posiadająca dokument uprawniający do takiego połowu, zwany dalej „kartą wędkarską” lub „kartą łowiectwa podwodnego”, a jeżeli połów ryb odbywa się w wodach uprawnionego do rybactwa – posiadająca ponadto jego zezwolenie.
2a.  Posiadanie zezwolenia, o którym mowa w ust. 2, potwierdza dokument wydawany przez uprawnionego do rybactwa w obwodzie rybackim określający podstawowe warunki uprawiania amatorskiego połowu ryb ustalone przez uprawnionego do rybactwa wynikające z potrzeby prowadzenia racjonalnej gospodarki rybackiej w tym obwodzie rybackim, uwzględniającej w szczególności wymiary gospodarcze, limity połowu, czas, miejsce i technikę połowu ryb. Zezwolenie może także wprowadzać warunek prowadzenia rejestru amatorskiego połowu ryb, a w przypadku wprowadzenia tego warunku, określać sposób prowadzenia tego rejestru.
3. Z obowiązku posiadania karty wędkarskiej są zwolnione osoby do lat 14, z tym że mogą one uprawiać amatorski połów ryb wyłącznie pod opieką osoby pełnoletniej posiadającej taką kartę.
4.  Z obowiązku posiadania karty wędkarskiej lub karty łowiectwa podwodnego są zwolnieni cudzoziemcy czasowo przebywający na terytorium Rzeczypospolitej Polskiej, posiadający zezwolenie, o którym mowa w ust. 2. Z obowiązku tego są także zwolnione osoby uprawiające amatorski połów ryb w wodach znajdujących się w obiektach przeznaczonych do chowu lub hodowli ryb, jeżeli uzyskały od uprawnionego do rybactwa zezwolenie na połów w tych wodach.
5.  Kartę wędkarską oraz kartę łowiectwa podwodnego wydaje starosta właściwy ze względu na miejsce zamieszkania zainteresowanej osoby, która złożyła z wynikiem pozytywnym egzamin ze znajomości zasad i warunków ochrony i połowu ryb przed komisją egzaminacyjną, o której mowa w ust. 7a. Z obowiązku składania egzaminu są zwolnione osoby posiadające średnie lub wyższe wykształcenie z zakresu rybactwa.
6.  Kartę wędkarską wydaje się osobie, która ukończyła 14 lat. Kartę łowiectwa podwodnego wydaje się osobie, która ukończyła 18 lat.
7.  Za wydanie karty wędkarskiej i karty łowiectwa podwodnego pobiera się opłatę, której wysokość powinna odpowiadać kosztom jej wydania.
7a.  Uprawniona do powołania komisji egzaminacyjnej jest organizacja społeczna, której statutowym celem jest działanie na rzecz ochrony ryb oraz rozwoju amatorskiego połowu ryb, określona w przepisach wydanych na podstawie art. 21 pkt 2. Za przeprowadzenie egzaminu organizacja społeczna może pobrać opłatę w celu pokrycia kosztów jego przeprowadzenia.
7b.  Członkiem komisji egzaminacyjnej może być osoba, która:
	1)	posiada wiedzę i doświadczenie w zakresie ochrony oraz połowów ryb;
	2)	nie była skazana prawomocnym wyrokiem za umyślne przestępstwo albo umyślne wykroczenie przeciwko przepisom o rybactwie śródlądowym, przepisom o rybołówstwie, przepisom o łowiectwie, przepisom o ochronie przyrody lub przepisom o ochronie zwierząt.
8. Uprawniony do rybactwa za wydane zezwolenie na uprawianie amatorskiego połowu ryb może pobierać opłatę w wysokości przez siebie ustalonej.

Polski Portal Wędkarski Rybobranie.pl na zlecenie Polskiego Związku Wędkarskiego przygotował serwis pozwalający na przeprowadzenie wstępnego egzaminu na kartę wędkarską przez internet.